# Konvoideputation
Die Konvoideputation, auch Konvoydeputation, Konvoi-Deputation oder Konvoy-Deputation, war eine Kommission zur Regelung von Sachfragen des Bremer Senats, die für die Sicherheit und den Unterhalt des Fahrwassers und der stadtbremischen Hafenanlagen verantwortlich war. 
Ursprünglich war ihre Aufgabe die Erhebung des so genannten Konvoigeldes, einer Abgabe auf alle in Bremen angelandeten Waren, die zur Ausstattung bewaffneter Geleitschiffe, wie der Goldener Löwe (1689), der Wappen von Bremen (1691) und der Roland von Bremen (1696) eingesetzt wurde, die insbesondere zur Zeit des spanischen Erbfolgekrieges (1701–1714) die Schifffahrt sichern sollten. Des Weiteren war sie zuständig für die Strom- und Uferbauten, die Eisbrecher, die Schlachte (des alten Bremer Hafens), die Kräne, den Sicherheits- und den Oberländerhafen, das Teerhaus, das Terpentinlager und das Pulvermagazin.
Im 18. Jahrhundert bestand die Konvoideputation aus 2 Ratsherren und 4 Bürgern, im 19. Jahrhundert aus 3 Senatoren und 4 Mitgliedern der Bürgerschaft.
1870/1871 erfolgte die Zusammenlegung der Konvoideputation mit der Deputation für Häfen und Hafenanstalten in Vegesack und Bremerhaven und der Eisenbahndeputation zur Deputation für Häfen und Eisenbahnen.